# ホセ・アッチャーリ
ホセ・ルイス・アッチャーリ（José Luis Acciari、1978年11月29日 - ）は、アルゼンチン・サンミゲル出身の元サッカー選手、現サッカー指導者。ポジションはミッドフィールダーだった。2019年よりCDグアダラハラの監督を務める。

## クラブ経歴

### アルゼンチン時代
ブエノスアイレスのサンミゲルに生まれ、アルゼンチンでは主にプリメーラB・ナシオナル (2部) のクラブの在籍した。また、エストゥディアンテス・デ・ラ・プラタ所属時にはプリメーラ・ディビシオン (1部) で6試合に出場した。

### スペイン時代
2002年1月、スペインに渡り、セグンダ・ディビシオンのレアル・ムルシアに移籍した。冬からの加入であったが、すぐにチームに馴染み、レギュラーとして活躍した。移籍後初のフルシーズンとなった2002-03シーズン、主力選手としてクラブの2部リーグ優勝に貢献。プリメーラ・ディビシオン昇格を勝ち取った。プリメーラに昇格したムルシアでもレギュラーに定着。リーグ戦35試合出場2ゴールを挙げた。しかし、ムルシアは勝ち点を積むことができず、わずか1シーズンでセグンダに逆戻りした。2006-07シーズン、これまでレギュラーの座を渡さなかったアッチャーリだったが、このシーズンはリーグ戦5試合の出場に留まった。クラブは再び1部昇格を達成したものの、アッチャーリはムルシアにはとどまらず、セグンダ・ディビシオンのコルドバCFにレンタル移籍した。
コルドバへのレンタルバック後、エルチェCFに移籍。2015年にレアル・ムルシアで現役を引退した 。

## 指導者経歴
36歳で現役引退後、すぐにレアル・ムルシアのユースの指導者に転身した。2016年にはムルシアで、2017年にはエルチェで暫定監督を経験した。
2019年6月18日、CDグアダラハラの監督に就任した。